# Palmira Barbosa
Palmira Leitão de Almeida Barbosa, surnommée Mirita, née le 25 novembre 1961 à Luanda est une joueuse angolaise de handball. Elle a fait partie de l'équipe d'Angola féminine de handball aux Jeux olympiques d'été de 1996 à Atlanta, étant Porte-drapeau de la délégation Angolaise. En 1998, elle a été élue meilleure joueuse de handball de tous les temps par la Confédération africaine de handball.

## Palmarès

### En équipe nationale
Jeux olympiques
- 7e place aux Jeux olympiques 1996

Championnats d'Afrique 
- Médaille d'or au Championnat d'Afrique 1989

### En club
Compétitions internationales
- Victorieuse de la Ligue des champions d'Afrique (4) : 1987 (avec Ferroviário de Luanda), 1997, 1998, 1999 (avec Petro Atlético)
- Victorieuse de la Supercoupe d'Afrique (3) : 1996, 1998, 1999 (avec Petro Atlético)

Compétitions nationales
- Victorieuse du Championnat d'Angola (5) : 1986, 1987, 1988 (avec Ferroviário de Luanda), 1998, 2000 (avec Petro Atlético)

### Distinctions
- Porte-drapeau de l'Angola aux Jeux olympiques en 1996
- Élue meilleure joueuse de handball de tous les temps en 1998 par la Confédération africaine de handball[1]